# Phare de Neuland
Le phare de Neuland (en allemand : Leuchtturm Neuland) est un phare inactif situé près du village de Behrensdorf, dans l'Arrondissement de Plön (Schleswig-Holstein), en Allemagne.
Il est géré par la Deutsche Marine comme tour de signalisation de tir militaire.

## Histoire
Le phare de Neuland, construit en 1915-1916, a été mis en service en 1918. Il est situé sur la côte ouest de la baie d'Hohwacht à 1 km au nord de Behrensdorf.
Sa peinture rouge et blanche d'origine a été enlevée en 1985 lorsqu'il a subi une restauration. Son objectif d'origine était une lentille de Fresnel de 400 mm. Il a été remplacé par une optique à miroir rotatif en 1996 lorsque la lumière normale a été désactivée et que la tour a été transférée à la Deutsche Marine.
La tour a depuis été utilisée comme un témoin lumineux affichant des signaux rouges et jaunes lorsque des tirs sont effectués sur les terrains d'entraînement militaire de la baie d'Hohwacht. La tour peut être visitée deux fois par an en été dans le cadre des journées portes ouvertes organisées par la municipalité de Behrensdorf avec le soutien des forces armées allemandes.

## Description
Le phare , est une tour octogonale en brique rouge de 40 m de haut, avec une double galerie et une lanterne circulaire. La tour est non peinte et la lanterne est grise métallique.
Il émet, à une hauteur focale de 40 m, un éclat jaune et rouge par période de 5 secondes durant les tirs militaires.
|          |
| Le phare |

|             |
| La lanterne |

### Lien connexe
- Liste des phares en Allemagne